# Représentations diplomatiques à Saint-Vincent-et-les-Grenadines

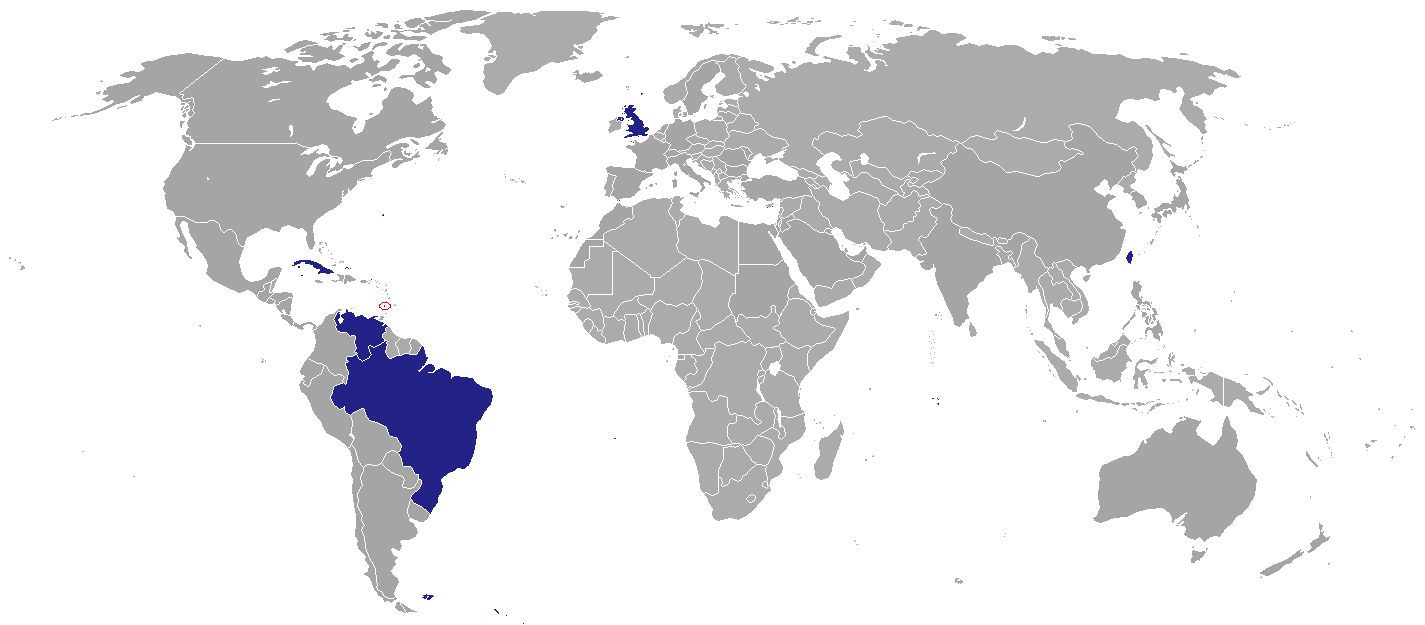
Représentations diplomatiques à Saint-Vincent-et-les Grenadines

Voici une liste des représentations diplomatiques à Saint-Vincent-et-les Grenadines. À l'heure actuelle, la capitale, Kingstown, accueille cinq ambassades et hauts-commissariats. Plusieurs autres pays ont des consuls honoraires pour fournir des services d'urgence à leurs citoyens.

## Ambassades et hauts-commissariats
- Brésil
- Corée du Sud
- Cuba
- Royaume-Uni
- Venezuela
- Taïwan

## Ambassades et hauts-commissariats non-résidents

### Bogota
- Autriche
- Émirats arabes unis

### Bridgetown
- Canada
- États-Unis
- Union européenne

### Caracas
- Arabie saoudite
- Égypte
- Finlande
- Indonésie
- Italie
- Koweït
- Malaisie
- Norvège
- Palestine
- Pologne
- Portugal
- Suisse
- Viêt Nam

### Castries
- France
- Libye
- Maroc
- Mexique

### Georgetown
- Russie

### Kingston
- Afrique du Sud
- Belgique
- Chili

### La Havane
- Côte d'Ivoire
- Kenya
- Laos
- Liban
- Mali
- Sénégal
- Slovaquie
- Yémen

### Mexico
- Danemark
- République tchèque

### New York
- Eswatini
- Guinée
- Irlande
- Islande
- Maldives
- Oman
- Ouganda
- Sierra Leone
- Togo
- Tunisie
- Vanuatu

### Ottawa
- Thaïlande
- Zimbabwe

### Port-d'Espagne
- Allemagne
- Argentine
- Australie
- Colombie
- Corée du Sud
- Espagne
- Guatemala
- Japon
- Nicaragua
- Pays-Bas
- Turquie

### Saint-Domingue
- Haïti
- Israël

### Stockholm
- Suède

### Washington
- Jordanie
- Lesotho
- Liberia
- Philippines
- Serbie
- Somalie
- Soudan
- Soudan du Sud
- Tadjikistan
- Turkménistan
- Zambie